# Германский археологический институт
Герма́нский археологи́ческий институ́т (нем. Deutsches Archäologisches Institut, DAI) — федеральное государственное учреждение (до 1874 года - государственное учреждение Королевства Пруссия) существующее с 1829 года и находящийся в ведении Министерства иностранных дел правительства Германии (до 1874 года - в ведении Министерства культуры Королевства Пруссия). Расположен в Берлине. Один из старейших и крупнейших археологических институтов в мире.
Основан в Риме археологом и историком Фридрихом Герхардом как «Институт археологической корреспонденции» (Istituto di Corrispondenza Archeologica).
Нынешний президент Германского археологического института (c 1 марта 2008 года) — историк древнего мира Ханс-Йоахим Герке.

## Известные персоны
- Амелунг, Вальтер (1865—1927) — немецкий историк древнего искусства.
- Щукин, Марк Борисович (1937—2008) — член-корреспондент Германского археологического института. Исследователь истории готов и древних германцев.
- Парцингер, Герман — президент института с 2003 по 2008 годы.